# Relais mixte de biathlon aux Jeux olympiques de 2022
Navigation
Pyeongchang - 2018 Milan Cortina - 2026
L'épreuve du relais mixte 4 x 6 km  biathlon aux Jeux olympiques de 2022 a lieu le 5 février 2022 au Centre de ski nordique et de biathlon de Guyangshu. C'est la troisième fois que cette épreuve est disputée aux Jeux olympiques.
Dans une course à rebondissements où le vent changeant entraîne de nombreuses pioches et tours de pénalité, la victoire se joue au sprint entre trois derniers relayeurs : Johannes Thingnes Bø pour la Norvège devance Quentin Fillon Maillet pour la France, suivi par Eduard Latypov pour le comité olympique russe. L'équipe de Norvège remporte ainsi son deuxième relais mixte aux Jeux, après s'être imposée lors de l'épreuve inaugurale à Sotchi en 2014. La France, qui était tenante du titre, est à nouveau sur le podium.

## Médaillés
| Or                                                                                 | Argent                                                                                      | Bronze                                                                               |
| Norvège - Marte Olsbu Røiseland - Tiril Eckhoff - Tarjei Bø - Johannes Thingnes Bø | France - Anaïs Chevalier-Bouchet - Julia Simon - Émilien Jacquelin - Quentin Fillon Maillet | ROC - Ouliana Nigmatoullina - Kristina Reztsova - Alexander Loginov - Eduard Latypov |

## Résultats
| Rang                                | Dossard | Pays                                                                                | Pénalités (Tours+Pioches)                | Temps                                                                     | Retard         |
| ----------------------------------- | ------- | ----------------------------------------------------------------------------------- | ---------------------------------------- | ------------------------------------------------------------------------- | -------------- |
| Médaille d'or, Jeux olympiques      | 1       | Norvège Marte Olsbu Røiseland Tiril Eckhoff Tarjei Bø Johannes Thingnes Bø          | 1+6 2+7 0+1 0+0 1+3 2+3 0+0 0+3 0+2 0+1  | 1 h 6 min 45 s 6 17 min 17 s 6 19 min 12 s 6 15 min 31 s 1 14 min 43 s 3  |                |
| Médaille d'argent, Jeux olympiques  | 3       | France Anaïs Chevalier-Bouchet Julia Simon Émilien Jacquelin Quentin Fillon Maillet | 0+5 3+6 0+2 1+3 0+2 0+0 0+0 2+3 0+1 0+0  | 1 h 6 min 46 s 5 18 min 43 s 7 17 min 17 s 7 15 min 56 s 3 14 min 48 s 8  | + 0 s 9        |
| Médaille de bronze, Jeux olympiques | 5       | ROC Ouliana Nigmatoullina Kristina Reztsova Alexander Loginov Eduard Latypov        | 0+4 1+9 0+2 0+3 0+1 1+3 0+0 0+2 0+1 0+1  | 1 h 6 min 47 s 1 18 min 16 s 0 18 min 46 s 1 14 min 38 s 3 15 min 06 s 7  | + 1 s 5        |
| 4                                   | 4       | Suède Hanna Öberg Elvira Öberg Martin Ponsiluoma Sebastian Samuelsson               | 0+7 0+6 0+2 0+1 0+3 0+2 0+0 0+3 0+2 0+0  | 1 h 7 min 26 s 6 18 min 02 s 6 18 min 13 s 8 15 min 41 s 1 15 min 29 s 1  | + 41 s 0       |
| 5                                   | 6       | Allemagne Vanessa Voigt Denise Herrmann Benedikt Doll Philipp Nawrath               | 1+10 1+8 1+3 1+3 0+3 0+3 0+3 0+1 0+1 0+1 | 1 h 7 min 51 s 1 19 min 37 s 1 18 min 00 s 0 15 min 23 s 0 14 min 51 s 0  | + 1 min 05 s 5 |
| 6                                   | 6       | Biélorussie Dzinara Alimbekava Hanna Sola Mikita Labastau Anton Smolski             | 0+6 2+8 0+1 0+1 0+3 2+3 0+0 0+2 0+2 0+2  | 1 h 8 min 0 s 2 17 min 49 s 8 19 min 05 s 0 15 min 32 s 8 15 min 32 s 6   | + 1 min 14 s 6 |
| 7                                   | 19      | États-Unis Susan Dunklee Clare Egan Sean Doherty Paul Schommer                      | 1+8 0+4 0+3 0+2 0+1 0+0 1+3 0+2          | 1 h 8 min 58 s 3 18 min 52 s 3 17 min 38 s 8 15 min 27 s 8 16 min 59 s 4  | + 1 min 14 s 6 |
| 8                                   | 14      | Suisse Amy Baserga Lena Häcki Benjamin Weger Sebastian Stalder                      | 2+6 0+5 1+3 0+1 0+0 0+1 0+0 0+2          | 1 h 9 min 6 s 0 18 min 39 s 9 18 min 44 s 0 15 min 23 s 8 16 min 18 s 3   | + 2 min 20 s 4 |
| 9                                   | 7       | Italie Lisa Vittozzi Dorothea Wierer Thomas Bormolini Lukas Hofer                   | 0+4 2+10 0+0 0+1 0+1 0+3 0+0 1+3 0+3 1+3 | 1 h 9 min 25 s 3 17 min 35 s 3 18 min 30 s 2 16 min 23 s 0 16 min 56 s 8  | + 2 min 39 s 7 |
| 10                                  | 11      | Autriche Julia Schwaiger Lisa Theresa Hauser Simon Eder Felix Leitner               | 1+6 1+7 0+2 1+3 1+3 0+0 0+1 0+3 0+0 0+1  | 1 h 9 min 44 s 2 19 min 25 s 7 18 min 41 s 6 15 min 49 s 8 15 min 47 s 1  | +2 min 58 s 6  |
| 11                                  | 8       | Finlande Suvi Minkkinen Mari Eder Tero Seppälä Olli Hiidensalo                      | 1+6 0+6 0+0 0+0 0+2 0+3 0+1 0+0 1+3 0+3  | 1 h 10 min 6 s 7 19 min 24 s 1 18 min 14 s 2 15 min 12 s 5 17 min 15 s 9  | +3 min 21 s 1  |
| 12                                  | 9       | Tchéquie Jessica Jislová Markéta Davidová Mikuláš Karlík Michal Krčmář              | 2+7 1+10 0+3 0+2 0+0 0+3 2+3 1+3 0+1 0+2 | 1 h 10 min 20 s 2 18 min 40 s 2 18 min 44 s 1 17 min 11 s 7 15 min 44 s 2 | +3 min 34 s 6  |
| 13                                  | 10      | Ukraine Valj Semerenko Yuliia Dzhima Artem Pryma Dmytro Pidruchnyi                  | 3+9 1+6 2+3 1+3 0+0 0+2 0+3 0+1 1+3 0+0  | 1 h 10 min 21 s 7 20 min 46 s 4 17 min 50 s 2 15 min 45 s 1 16 min 00 s 0 | +3 min 36 s 1  |
| 14                                  | 18      | Canada Sarah Beaudry Emma Lunder Christian Gow Scott Gow                            | 0+5 3+12 0+1 0+3 0+3 2+3 0+0 1+3         | 1 h 11 min 12 s 4 19 min 48 s 9 18 min 48 s 1 16 min 30 s 5 16 min 04 s 9 | +4 min 26 s 8  |
| 15                                  | 12      | Chine Meng Fanqi Chu Yuanmeng Yan Xingyuan Fangming Cheng                           | 0+3 0+9 0+0 0+3 0+3 0+2 0+0 0+2          | 1 h 11 min 28 s 1 19 min 15 s 9 19 min 46 s 1 16 min 20 s 4 16 min 05 s 7 | +4 min 42 s 5  |
| 16                                  | 13      | Estonie Regina Oja Tuuli Tomingas Rene Zahkna Kristo Siimer                         | 0+8 1+6 0+3 0+1 0+0 1+3 0+2 0+0 0+3 0+2  | 1 h 11 min 56 s 5 18 min 50 s 6 19 min 19 s 0 16 min 13 s 1 17 min 33 s 8 | +5 min 10 s 9  |
| 17                                  | 15      | Slovaquie Ivona Fialková Paulína Fialková Michal Šíma Tomáš Sklenárik               | 9+9 0+4 3+3 0+3 1+3 0+1 5+3 —            | LAP 19 min 59 s 3 19 min 45 s 2 —                                         | —              |
| 18                                  | 20      | Japon Fuyuko Tachizaki Sari Maeda Tsukasa Kobonoki Kosuke Ozaki                     | 0+5 3+6 0+3 0+3 0+2 3+3 —                | LAP 19 min 53 s 9 —                                                       | —              |
| 19                                  | 17      | Bulgarie Milena Todorova Maria Zdravkova Vladimir Iliev Dimitar Gerdzhikov          | 0+3 3+6 0+2 1+3 0+1 2+3 —                | LAP 19 min 38 s 6 —                                                       | —              |
| 20                                  | 16      | Slovénie Polona Klemenčič Živa Klemenčič Jakov Fak Miha Dovžan                      | 3+4 1+6 0+1 0+3 3+3 1+3 —                | LAP 19 min 15 s 0 LAP —                                                   | —              |